# Henrike Fehrs

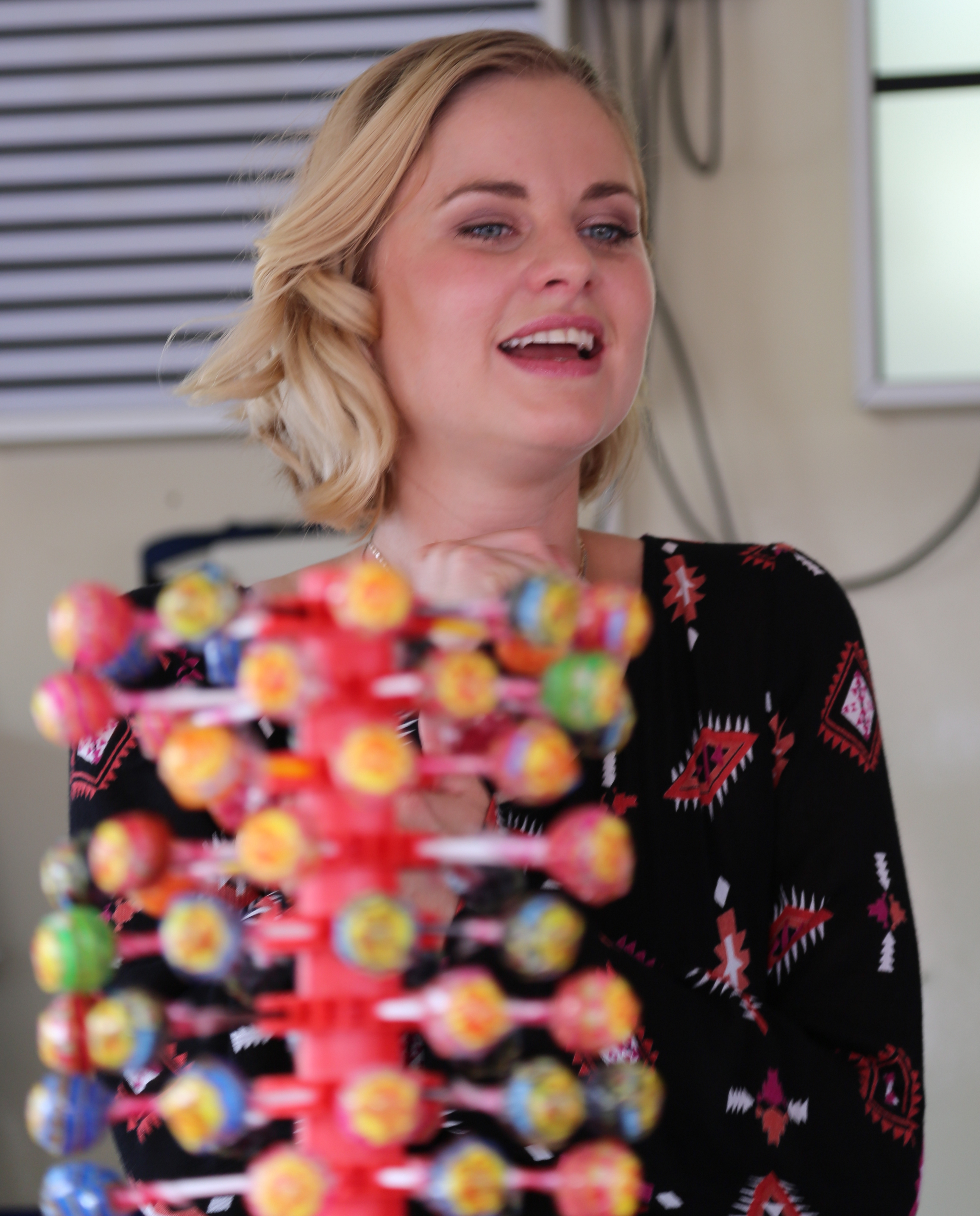
Henrike Fehrs in Lüneburg (2017)

Henrike Bernschneider-Fehrs (* 13. Mai 1984 in Hamburg) ist eine deutsche Schauspielerin und Synchronsprecherin.
Henrike Fehrs machte ihre ersten Bühnenerfahrungen mit elf Jahren an der Hamburgischen Staatsoper, wo sie in diversen Operninszenierungen mitwirkte. Im Jahr 1999 hatte sie eine durchgehende Hauptrolle in der ARD-Serie Die Strandclique. Am Hamburger Schauspielstudio Frese absolvierte sie von 2004 bis 2007 ihre Schauspielausbildung. Sie hatte Schauspielrollen in zahlreichen Film- und Fernsehproduktionen, wie etwa 2009 in dem RTL-Spielfilm Mein Flaschengeist und ich (2009) oder in dem ARD-Fernsehfilm Es liegt mir auf der Zunge (2009). In der Komödie Winterhuder Fährhaus spielte sie in mehreren Stücken – u. a. an der Seite von Peter Striebeck und Walter Plathe. Sie ist außerdem in zahlreichen Hörspielen wie beispielsweise Die drei Fragezeichen zu hören. Von 2013 bis 2015 spielte sie die Rolle der Societyzicke Alexa Berg in der ARD-Serie Verbotene Liebe. 2015 spielte sie im Film Heiraten ist nichts für Feiglinge. Im Jahr 2017 war sie in der ARD-Telenovela Rote Rosen zu sehen, wo sie in der 14. Staffel die Bloggerin 'Jacqueline „JC“ Claasen' verkörperte.
Seit August 2017 führt sie einen YouTube-Kanal mit dem Namen Rikes Welt (2.000 Abonnenten). Ihre Videos dort sind in drei Kategorien eingeteilt: Schauspiel, Reisen und das Leben. Im November 2017 war Fehrs in der ARD-Serie Familie Dr. Kleist als Katja Berger zu sehen.
Seit September 2015 ist Fehrs mit dem Fotografen Ben Bernschneider verheiratet und heißt seitdem mit bürgerlichem Nachnamen Bernschneider-Fehrs. Beruflich nutzt sie jedoch derzeit noch ihren Mädchennamen.
Ihre Schwester ist die Sängerin Kristina Fehrs.

## Filmografie
- 1999: Die Strandclique (Fernsehserie)
- 2009: Mein Flaschengeist und ich (Fernsehfilm)
- 2009: Es liegt mir auf der Zunge (Fernsehfilm)
- 2013–2015: Verbotene Liebe (Fernsehserie)
- 2015: Heiraten ist nichts für Feiglinge (Fernsehfilm)
- 2017: Rote Rosen (Fernsehserie)
- 2017: Familie Dr. Kleist (Fernsehserie)
- 2020: Altes Land (Fernsehfilm)
- 2021: Inga Lindström: Das Haus der 1000 Sterne (Fernsehreihe)
- 2021: In aller Freundschaft – Die jungen Ärzte: Am Rand (Fernsehserie)
- 2022: Die Känguru-Verschwörung
- 2022: Stralsund: Die rote Linie (Fernsehreihe)
- 2022: SOKO Wismar: Lug und Trug (Fernsehserie)
- 2023: SOKO Köln: Die Milchkönigin von Appelrath (Fernsehserie)
- 2024: Tatort: Was bleibt (Fernsehreihe)
- 2024: In aller Freundschaft: Gangart (Fernsehserie)
- 2024: Großstadtrevier: Hamburger Delikatessen (Fernsehserie)